# Changsha Maglev Express
| Ein Zug des Changsha Maglev Express bei Einfahrt in die Station Langli |             |                                                                   |                                                                   |
| Der Changsha Maglev Express im Netzplan |             |                                                                   |                                                                   |
| Streckenlänge: | 18,6 km     |                                                                   |                                                                   |
| Stromsystem: | 1500 =      |                                                                   |                                                                   |
| Streckengeschwindigkeit: | 140 km/h    |                                                                   |                                                                   |
| Zugbeeinflussung: | ATP/ATO     |                                                                   |                                                                   |
| Zweigleisigkeit: | durchgehend |                                                                   |                                                                   |
| |             |                                                                   |                                                                   |
| Streckenverlauf |             |                                                                   |                                                                   |
| \| \| 4,5 \| T3 (磁浮) U-Bahn Changsha Linie 6 im Bau bis 2025 \| T3 (磁浮) U-Bahn Changsha Linie 6 im Bau bis 2025 \| \| \| \| T2 (磁浮) im Bau bis 2025 \| \| \| \| 18,6 \| Changsha Huanghua Int. Airport (磁浮机场) U-Bahn Changsha Linie 6 \| Changsha Huanghua Int. Airport (磁浮机场) U-Bahn Changsha Linie 6 \| \| \| \| \| \| \| \| 0,2 \| \| \| \| \| 0,0 17,2 \| \| \| \| \| \| Automobile City (汽车城) geplant \| \| \| \| \| SFS Shanghai–Kunming \| \| \| \| 7,6 \| Langli (磁浮㮾梨) \| Langli (磁浮㮾梨) \| \| \| \| Convention and Exhibition Center (会展中心) geplant \| \| \| \| \| Liuyang-Fluss \| \| \| \| \| Zugdepot und Betriebswerk \| \| \| \| \| \| \| \| \| \| SFS Beijing–Guangzhou \| \| \| \| 0,0 \| Changshanan (磁浮高铁站) U-Bahn Changsha Linien 2 und 4 im Bau \| Changshanan (磁浮高铁站) U-Bahn Changsha Linien 2 und 4 im Bau \| |             |                                                                   |                                                                   |
| U-Bahn-Kopfbahnhof Streckenanfang (Strecke außer Betrieb) (im Tunnel) · U-Bahn-Strecke von rechts (außer Betrieb) (im Tunnel) | 4,5         | T3 (磁浮) U-Bahn Changsha Linie 6 im Bau bis 2025                 | T3 (磁浮) U-Bahn Changsha Linie 6 im Bau bis 2025                 |
| U-Bahn-Strecke (außer Betrieb) (im Tunnel) · U-Bahn-Bahnhof (Strecke außer Betrieb) (im Tunnel) |             | T2 (磁浮) im Bau bis 2025                                         | T2 (磁浮) im Bau bis 2025                                         |
| U-Bahn-Strecke (außer Betrieb) (im Tunnel) | 18,6        | Changsha Huanghua Int. Airport (磁浮机场) U-Bahn Changsha Linie 6 | Changsha Huanghua Int. Airport (磁浮机场) U-Bahn Changsha Linie 6 |
| U-Bahn-Überleitstelle / Spurwechsel · U-Bahn-Strecke (im Tunnel) · U-Bahn-Strecke (außer Betrieb) (im Tunnel) |             |                                                                   |                                                                   |
| U-Bahn-Kreuzung mit Tunnelstrecke · U-Bahn-Strecke nach rechts (im Tunnel) · U-Bahn-Tunnelende | 0,2         |                                                                   |                                                                   |
| U-Bahn-Strecke nach links · U-Bahn-Abzweig von rechts und ehemals von links · U-Bahn-Strecke nach rechts (außer Betrieb) | 0,0 17,2    |                                                                   |                                                                   |
| ehemaliger U-Bahn-Haltepunkt / Haltestelle |             | Automobile City (汽车城) geplant                                  | Automobile City (汽车城) geplant                                  |
| Strecke quer · U-Bahn-Kreuzung mit Eisenbahn geradeaus unten · Strecke quer |             | SFS Shanghai–Kunming                                              | SFS Shanghai–Kunming                                              |
| U-Bahn-Haltepunkt / Haltestelle | 7,6         | Langli (磁浮㮾梨)                                                 | Langli (磁浮㮾梨)                                                 |
| ehemaliger U-Bahn-Haltepunkt / Haltestelle |             | Convention and Exhibition Center (会展中心) geplant               | Convention and Exhibition Center (会展中心) geplant               |
| |             | Liuyang-Fluss                                                     |                                                                   |
| U-Bahn-Betriebs-/Güterbahnhof Streckenanfang · U-Bahn-Strecke |             | Zugdepot und Betriebswerk                                         | Zugdepot und Betriebswerk                                         |
| U-Bahn-Strecke nach links · U-Bahn-Abzweig geradeaus und von rechts |             |                                                                   |                                                                   |
| Strecke von halbrechts · U-Bahn-Überleitstelle / Spurwechsel |             | SFS Beijing–Guangzhou                                             | SFS Beijing–Guangzhou                                             |
| U-Bahn-Strecke quer (außer Betrieb) (im Tunnel) | 0,0         | Changshanan (磁浮高铁站) U-Bahn Changsha Linien 2 und 4 im Bau    | Changshanan (磁浮高铁站) U-Bahn Changsha Linien 2 und 4 im Bau    |

Der Changsha Maglev Express (chinesisch 长沙磁浮快线) ist eine Magnetschwebebahn-Strecke von der chinesischen Stadt Changsha zu deren Flughafen. Bei der Strecke handelt es sich um die nach dem Transrapid Shanghai zweite in China gebaute Magnetbahn-Strecke. Dabei ist sie die erste inländisch gebaute Magnetschwebebahn, die einheimische Technologie verwendet. Die Strecke verläuft über 18,6 Kilometer und insgesamt drei Haltestellen vom Bahnhof Changsha Süd über die Haltestelle Langli zur Endstation am internationalen Flughafen Changsha-Huanghua.

## Geschichte
Der Bau des Changsha Maglev Express begann im Mai 2014, rund eineinhalb Jahre später startete am 26. Dezember 2015 der Probebetrieb und die Eröffnung der Gesamtstrecke erfolgte schließlich am 6. Mai 2016. In das Projekt wurden schätzungsweise 4,6 Milliarden Yuan (umgerechnet 620 Millionen Euro im Mai 2016) investiert, das waren somit 33,3 Millionen Euro je Streckenkilometer.

## Strecke
Der Fahrweg verläuft weitestgehend aufgeständert und bis auf den Bahnsteigbereich der Station Changsha Süd durchweg zweigleisig grob betrachtet in West-Ost-Richtung. Von der genannten Endstation geht es zuerst nordwärts, gleich nach Stationsausfahrt zweigt links die Betriebsstrecke in das Hauptzugdepot und Betriebswerk ab. Im Bogen wendet sich die Strecke gen Osten und überquert den Liuyang-Fluss, verschwenkt dann in den Mittelstreifen der Ladong Ost Straße und führt gut vier Kilometer weitgehend gerade nach Osten, biegt nach Norden in die Station Langli ein, unterquert ebenerdig die Schnellfahrstrecke Shanghai–Kunming, biegt dann nach knapp zwei Kilometern wieder nach Osten ab und verläuft neben der Flughafenautobahn dorthin. Nach einer Verschwenkung endet der Fahrweg am nördlichen Gebäudeende vom Terminal 1 parallel zur Station der U-Bahn-Linie 6.
Es ist geplant, zwischen den aktuellen Stationen jeweils eine weitere Station einzufügen. Die erste soll Zugang zum zukünftige Messe- und Ausstellungsgelände herstellen, während die östliche neue Station die sogenannte „Automobile City“ erschließen soll.

### Stationen
| Stationsname                            | Stationsname | Verbindungen | Distanz (in km) | Ort             |
| Englisch                                | Chinesisch   | Verbindungen | Distanz (in km) | Ort             |
| --------------------------------------- | ------------ | ------------ | --------------- | --------------- |
| Changshanan                             | 磁浮高铁站   | 2 CWQ        | 0,00            | Yuhua District  |
| Convention and Exhibition Center        | 会展中心     |              | —               | Changsha County |
| Langli                                  | 磁浮㮾梨     |              | 7,55            | Changsha County |
| Automobile City                         | 汽车城       |              | —               | Changsha County |
| Changsha Huanghua International Airport | 磁浮机场     | CSX          | 18,55           | Changsha County |

### Erweiterungen

#### Östliche Verlängerung bis 2025

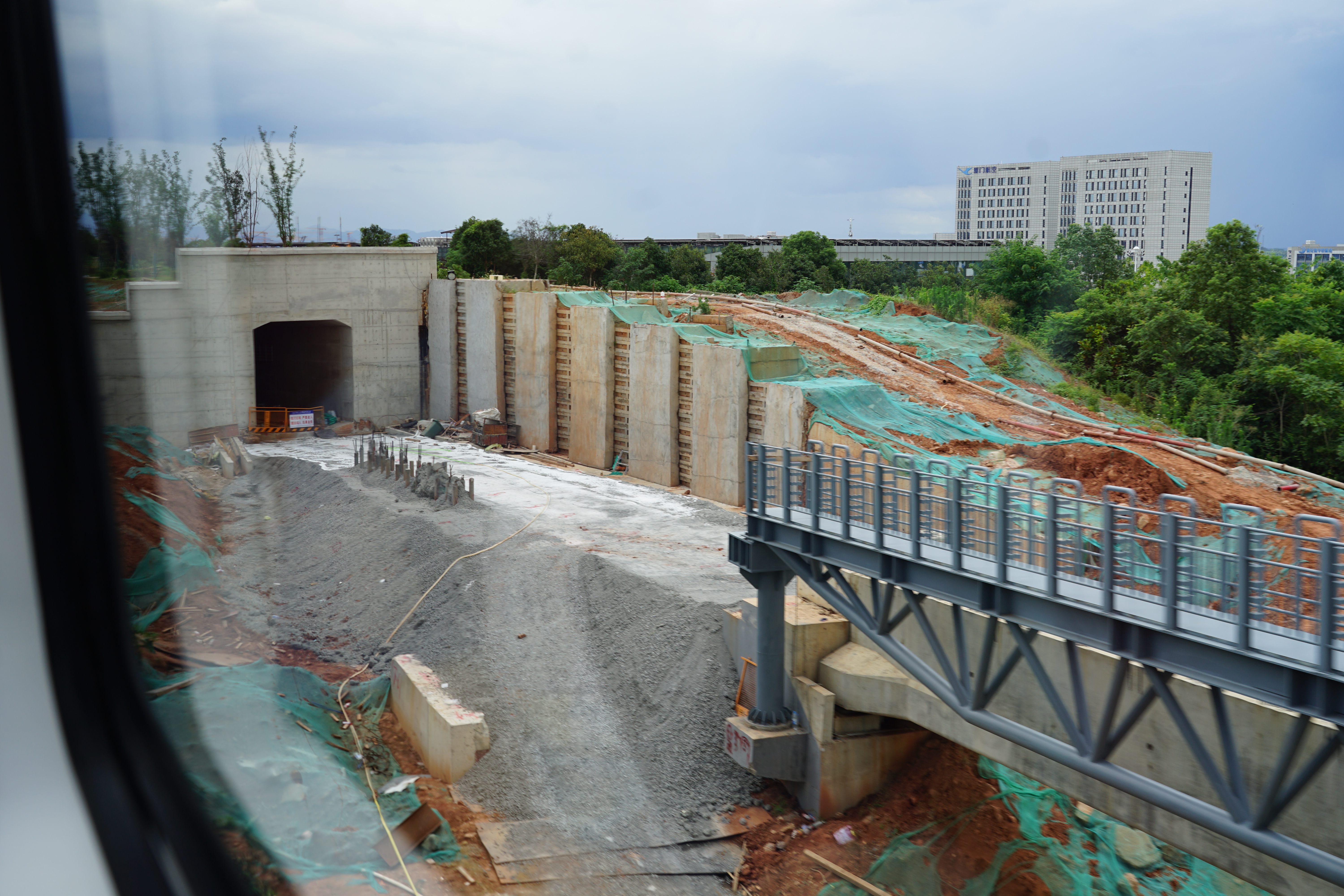
Tunnelbaustelle der Ostverlängerung im Juli 2023

Am 25. April 2021 begannen die Bauarbeiten für eine östliche Verlängerung der Strecke zu den ebenfalls im Bau befindlichen neuen Gebäuden der Terminals 2 und 3. Die Neubaustrecke fädelt vor der jetzigen Flughafenverschwenkung zweigleisig aus, führt nach 200 Metern Strecke nurmehr eingleisig in einen 4,3 Kilometer langen Tunnel, der zuerst nach Süden verschwenkt und dann nach Osten abbiegt bis zum künftigen Turmbahnhof gemeinsam mit der neuen Endstation der von Norden einmündenden U-Bahn-Linie 6 unter dem Terminal 3.

#### Verlängerung nach Liuyang
Am 11. November 2024 begannen die Arbeiten für eine abermaligen Erweiterung der Strecke in östliche Richtung, die Geschwindigkeiten auch bis zu 160 km/h ermöglichen wird. Dabei soll in einer ersten Etappe eine 39,5 Kilometer lange Strecke über Jili gebaut und die Strecke dann bis 2029 auf insgesamt 48,7 Kilometern nach Liuyang weitergeführt werden. Die Strecke wäre Stand 2024 die längste und erste zwei Städte verbindende Magnetschwebebahn-Strecke der Welt.

## Fahrzeuge
Die erste Fahrzeuggeneration war für eine Geschwindigkeit von bis zu 120 km/h ausgelegt, liefen im Betrieb jedoch nur mit einer Höchstgeschwindigkeit von 100 km/h. Seit Juli 2021 sind neue Fahrzeuge im Einsatz, die 140 km/h schnell verkehren. Dadurch reduzierte sich auch die Fahrzeit um drei Minuten.

## Betrieb
Der jeweils erste Zug fährt um 7:00 Uhr am Flughafenbahnhof sowie am Bahnhof Changsha Süd ab. Der letzte Zug verlässt den Bahnhof Changsha Süd um 22:00 Uhr sowie den Flughafenbahnhof um 22:30 Uhr. Die Aufenthaltszeit in den Stationen beträgt je fünf Minuten in den Endstationen sowie 40 Sekunden in Langli. Jeder Zug absolviert die gesamte Fahrtstrecke in insgesamt 19:30 Minuten.

## Bildergalerie

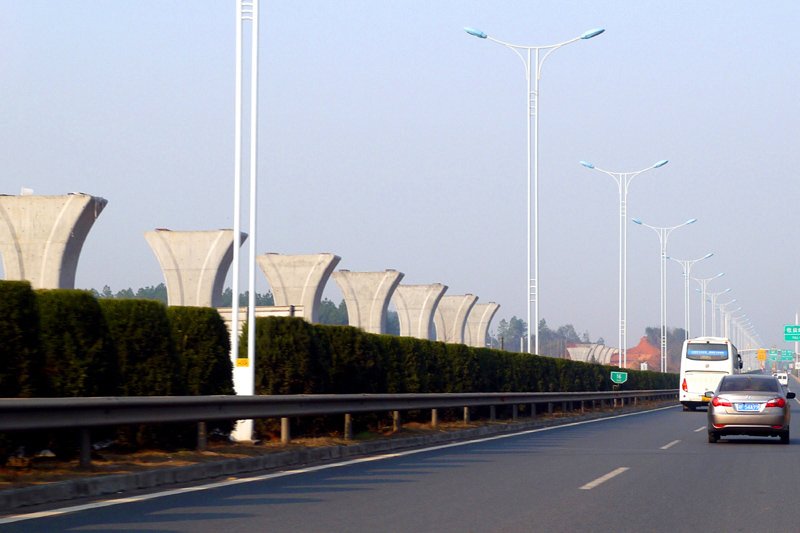
Die Strecke im Bau entlang der Flughafen-autobahn (2015)
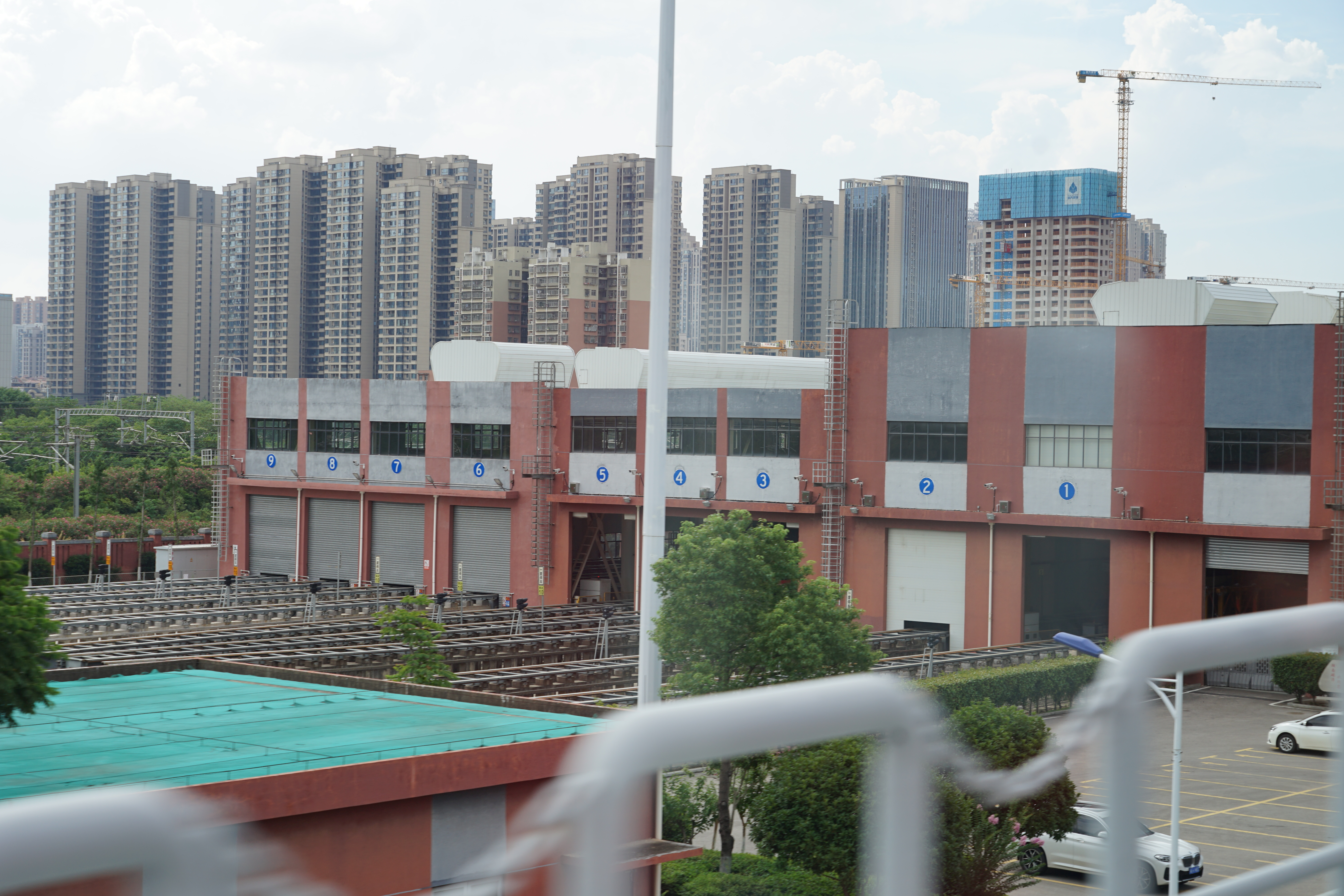
Das Zugdepot nahe der Endstation Bahnhof Changsha Süd (2023)
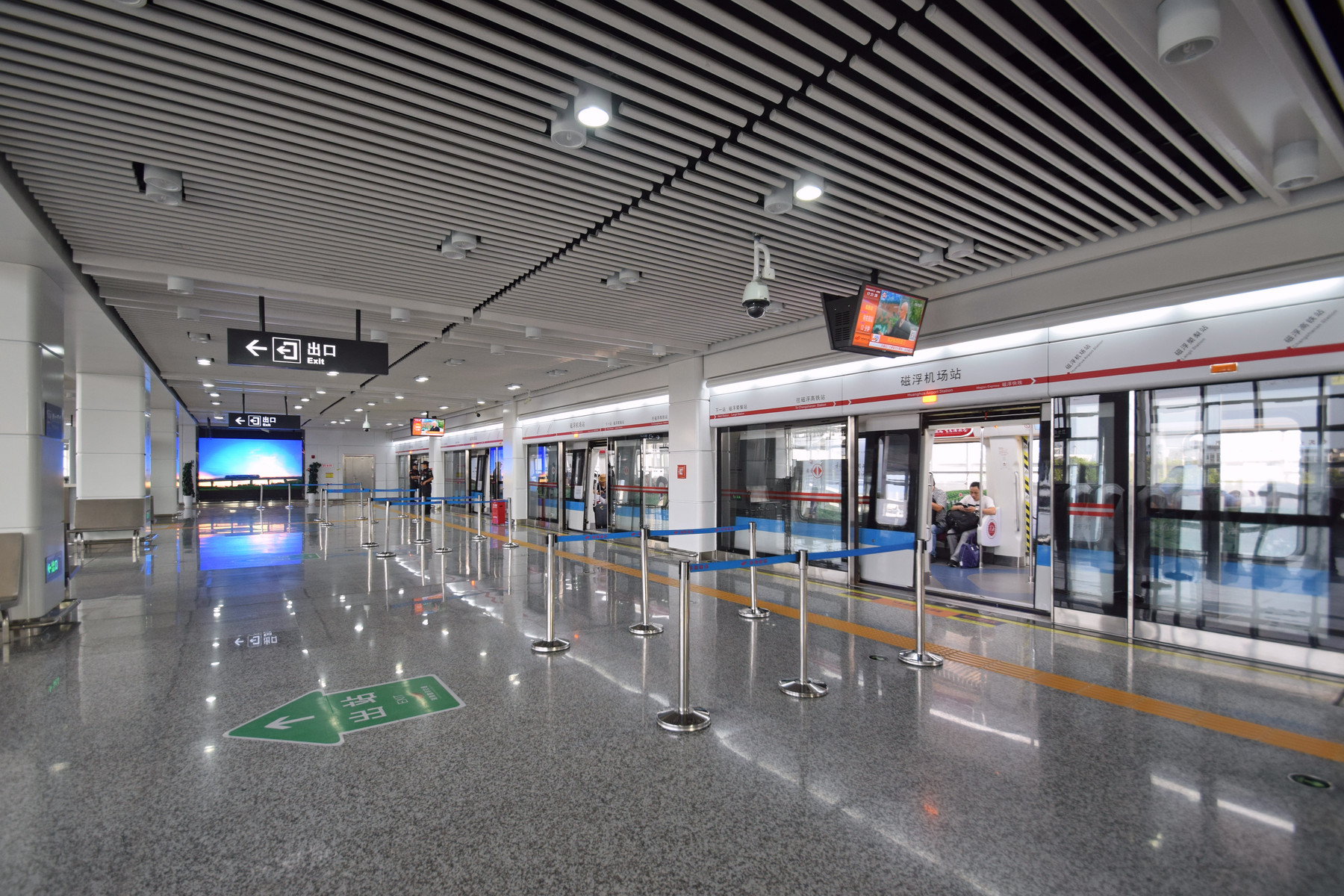
Bahnsteig der Station Changsha Airport (2016)
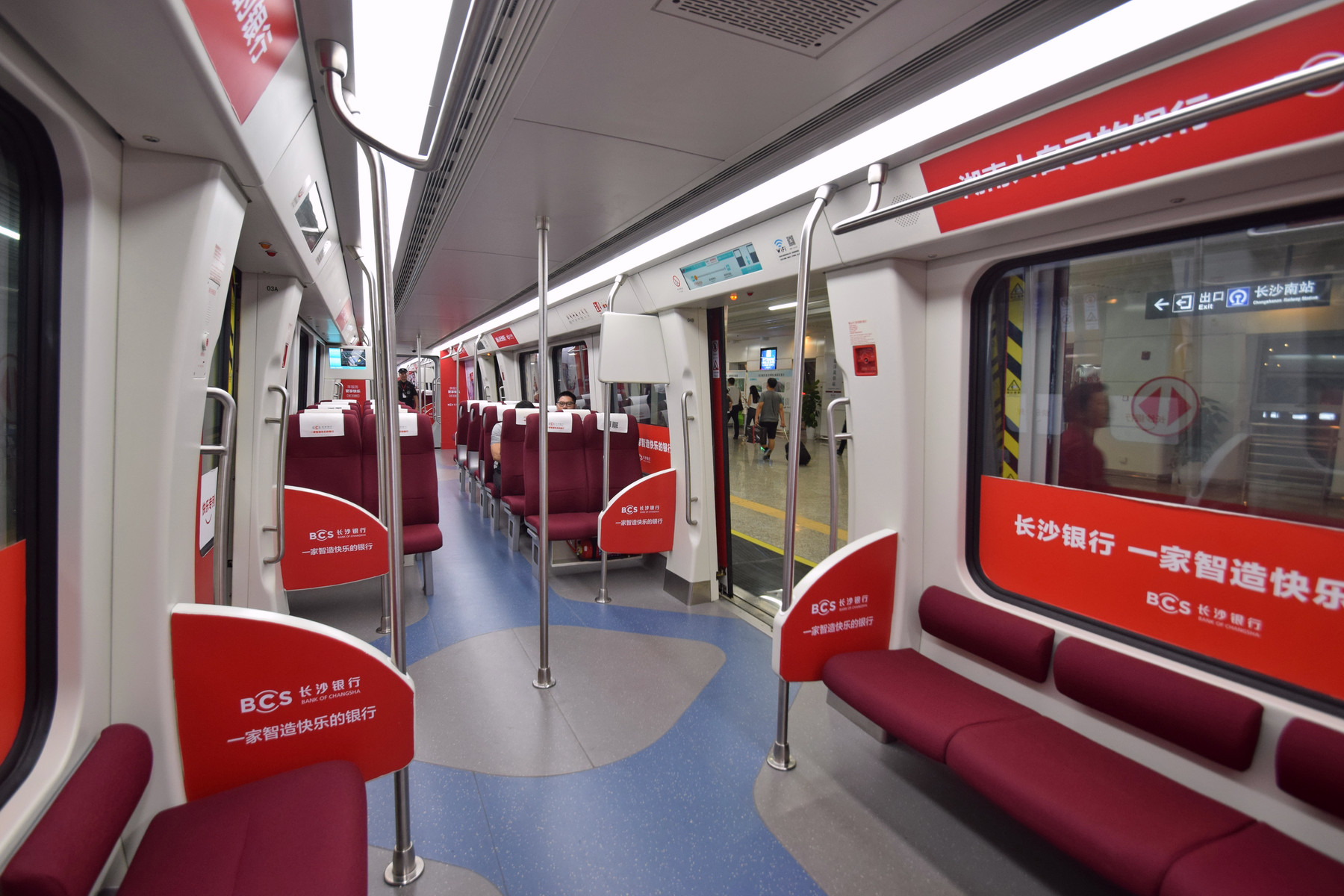
Innenansicht eines Zuges des Changsha Maglev Express (2016)